# ريزارد تشيرنسكي
ريزارد تشيرنسكي (بالبولندية: Ryszard Czerwiński)‏ (مواليد 31 أكتوبر 1954) هو ملاكم بولندي، مثّل بلاده في الألعاب الأولمبية الصيفية 1980.

## روابط خارجية
ريزارد تشيرنسكي على موقع أوليمبيديا (الإنجليزية)
- ريزارد تشيرنسكي على موقع اللجنة الأولمبية البولندية (مؤرشف) (البولندية)